# NGC 1421
NGC 1421 је спирална галаксија у сазвежђу Еридан која се налази на NGC листи објеката дубоког неба.
Деклинација објекта је - 13° 29' 16" а ректасцензија 3h 42m 29,4s. Привидна величина (магнитуда) објекта NGC 1421 износи 11,4 а фотографска магнитуда 12,2. Налази се на удаљености од 25,813 милиона парсека од Сунца. NGC 1421 је још познат и под ознакама MCG -2-10-8, IRAS 03401-1338, PGC 13620.